# 17036 Krugly
17036 Krugly (1999 FD10) là một tiểu hành tinh vành đai chính được phát hiện ngày 22 tháng 3 năm 1999 bởi LONEOS.